# Julian Knowle
Julian Knowle (ur. 29 kwietnia 1974 w Lauterach) – austriacki tenisista, zwycięzca US Open 2007 w grze podwójnej, reprezentant w Pucharze Davisa, olimpijczyk z Pekinu (2008).

## Kariera tenisowa
Karierę zawodową Knowle rozpoczął w roku 1992, skupiając się głównie na grze podwójnej. Do jego najlepszych wyników singlowych należy zwycięstwo w roku 1999 w turnieju ATP Challenger Tour w Kioto. Dwa lata później wygrał imprezy ATP Challenger Tour w Grazu i Caracas, a w sezonie 2002 zwyciężył w Andrézieux-Bouthéon.
W grze podwójnej Austriak jest mistrzem wielkoszlemowego US Open z 2007 roku. Wspólnie z Simonem Aspelinem pokonał w finale Lukáša Dlouhego i Pavla Víznera 7:5, 6:4, a wcześniej wyeliminował m.in. Mike’a i Boba Bryanów oraz parę Jonatan Erlich–Andy Ram. Ponadto Knowle jest również finalistą Wimbledonu 2004, w roku 2004 w parze z Nenenadem Zimonjiciem. Mecz o tytuł przegrał z Jonasem Björkmanem i Toddem Woodbridgem 1:6, 4:6, 6:4, 4:6. W sezonie 2007 doszedł do finału Tennis Masters Cup, lecz wraz z Simonem Aspelinem przegrał pojedynek finałowy z Markiem Knowlesem i Danielem Nestorem 2:6, 3:6. Łącznie Knowle wygrał 19 turniejów rangi ATP World Tour oraz 25 razy był finalistą tych rozgrywek. Regularne występy zawodowe zakończył jesienią 2017 turniejem w Petersburgu. Pozostał obecny w rozgrywkach jako trener młodszego rodaka Dennisa Novaka oraz niemieckich deblistów Kevina Krawietza i Andreasa Miesa. Po nieudanych próbach w 2018 i 2019, kiedy musiał wycofywać się w ostatniej chwili z turniejów wskutek kontuzji, zdarzyło mu się kilkakrotnie wystąpić w turniejach na prawach zastępstwa: w lutym 2020 w Montpellier w parze z Novakiem, rok później w wielkoszlemowych Australian Open i French Open w parze odpowiednio z Lloydem Harrisem i Davidem Pelem (wszystkie występy zakończył na pierwszej rundzie).
Austriak w sezonie 2010 został finalistą gry mieszanej French Open, partnerując Jarosławie Szwiedowej.
W latach 2000–2010 był regularnym reprezentantem kraju w Pucharze Davisa, niemal wyłącznie w deblu (zagrał jeden mecz singlowy). Po raz ostatni zagrał w 2017 w parze z Jürgenem Melzerem, wygrywając mecz z Białorusinami Mirnym i Szyłą. Było to zarazem jego 400. zawodowe zwycięstwo w deblu. Łącznie rozegrał w reprezentacji pucharowej 25 meczów (12 wygrał, 13 przegrał).
W 2008 roku zagrał na igrzyskach olimpijskich w Pekinie w konkurencji gry podwójnej, z której odpadł w 2 rundzie startując w parze z Jürgenem Melzerem.
W rankingu gry pojedynczej Knowle najwyżej był na 86. miejscu (15 lipca 2002), a w klasyfikacji gry podwójnej na 6. pozycji (7 stycznia 2008).

### Finały w turniejach ATP World Tour
| Legenda                                      |
| -------------------------------------------- |
| Wielki Szlem                                 |
| Igrzyska olimpijskie                         |
| Tennis Masters Cup / ATP Finals              |
| ATP Masters Series / ATP Tour Masters 1000   |
| ATP International Series Gold / ATP Tour 500 |
| ATP International Series / ATP Tour 250      |

#### Gra mieszana (0–1)
| Końcowy wynik | Nr | Data           | Turniej            | Nawierzchnia | Partnerka           | Przeciwnicy                       | Wynik finału      |
| ------------- | -- | -------------- | ------------------ | ------------ | ------------------- | --------------------------------- | ----------------- |
| Finalista     | 1. | 6 czerwca 2010 | French Open, Paryż | Ceglana      | Jarosława Szwiedowa | Katarina Srebotnik Nenad Zimonjić | 6:4, 6:7(5), 9–11 |

#### Gra podwójna (19–25)
| Końcowy wynik | Nr  | Data                 | Turniej            | Nawierzchnia    | Partner            | Przeciwnicy                            | Wynik finału       |
| ------------- | --- | -------------------- | ------------------ | --------------- | ------------------ | -------------------------------------- | ------------------ |
| Zwycięzca     | 1.  | 17 lutego 2002       | Kopenhaga          | Twarda (hala)   | Michael Kohlmann   | Jiří Novák Radek Štěpánek              | 7:6(8), 7:5        |
| Finalista     | 1.  | 5 maja 2002          | Majorka            | Ceglana         | Michael Kohlmann   | Mahesh Bhupathi Leander Paes           | 2:6, 4:6           |
| Zwycięzca     | 2.  | 21 lipca 2002        | Umag               | Ceglana         | František Čermák   | Albert Portas Fernando Vicente         | 6:4, 6:4           |
| Zwycięzca     | 3.  | 5 stycznia 2003      | Ćennaj             | Twarda          | Michael Kohlmann   | František Čermák Leoš Friedl           | 7:6(1), 7:6(3)     |
| Finalista     | 2.  | 2 marca 2003         | Kopenhaga          | Twarda (hala)   | Michael Kohlmann   | Tomáš Cibulec Pavel Vízner             | 5:7, 7:5, 2:6      |
| Finalista     | 3.  | 13 lipca 2003        | Newport            | Trawiasta       | Jürgen Melzer      | Jordan Kerr David Macpherson           | 3:6, 6:7(4)        |
| Zwycięzca     | 4.  | 26 października 2003 | Petersburg         | Twarda (hala)   | Nenad Zimonjić     | Michael Kohlmann Rainer Schüttler      | 7:6(1), 6:3        |
| Finalista     | 4.  | 2 maja 2004          | Monachium          | Ceglana         | Nenad Zimonjić     | James Blake Mark Merklein              | 2:6, 4:6           |
| Finalista     | 5.  | 4 lipca 2004         | Wimbledon, Londyn  | Trawiasta       | Nenad Zimonjić     | Jonas Björkman Todd Woodbridge         | 1:6, 4:6, 6:4, 4:6 |
| Zwycięzca     | 5.  | 1 maja 2005          | Monachium          | Ceglana         | Mario Ančić        | Florian Mayer Alexander Waske          | 6:3, 1:6, 6:3      |
| Zwycięzca     | 6.  | 30 października 2005 | Petersburg         | Dywanowa (hala) | Jürgen Melzer      | Jonas Björkman Maks Mirny              | 4:6, 7:5, 7:5      |
| Finalista     | 6.  | 16 kwietnia 2006     | Houston            | Ceglana         | Jürgen Melzer      | Michael Kohlmann Alexander Waske       | 7:5, 4:6, 5–10     |
| Zwycięzca     | 7.  | 1 maja 2006          | Casablanca         | Ceglana         | Jürgen Melzer      | Michael Kohlmann Alexander Waske       | 6:3, 6:4           |
| Finalista     | 7.  | 8 października 2006  | Metz               | Twarda (hala)   | Jürgen Melzer      | Richard Gasquet Fabrice Santoro        | 6:3, 1:6, 9–11     |
| Finalista     | 8.  | 15 października 2006 | Wiedeń             | Twarda (hala)   | Jürgen Melzer      | Petr Pála Pavel Vízner                 | 4:6, 6:3, 10–12    |
| Finalista     | 9.  | 29 października 2006 | Petersburg         | Dywanowa (hala) | Jürgen Melzer      | Simon Aspelin Todd Perry               | 1:6, 6:7(3)        |
| Finalista     | 10. | 25 lutego 2007       | Memphis            | Twarda (hala)   | Jürgen Melzer      | Eric Butorac Jamie Murray              | 5:7, 3:6           |
| Zwycięzca     | 8.  | 26 maja 2007         | Pörtschach         | Ceglana         | Simon Aspelin      | Leoš Friedl David Škoch                | 7:6(6), 5:7, 10–5  |
| Zwycięzca     | 9.  | 17 czerwca 2007      | Halle              | Trawiasta       | Simon Aspelin      | Fabrice Santoro Nenad Zimonjić         | 6:4, 7:6(5)        |
| Zwycięzca     | 10. | 15 lipca 2007        | Båstad             | Ceglana         | Simon Aspelin      | Martín García Sebastián Prieto         | 6:2, 6:4           |
| Zwycięzca     | 11. | 7 września 2007      | US Open, Nowy Jork | Twarda          | Simon Aspelin      | Lukáš Dlouhý Pavel Vízner              | 7:5, 6:4           |
| Finalista     | 11. | 18 listopada 2007    | Szanghaj           | Twarda (hala)   | Simon Aspelin      | Mark Knowles Daniel Nestor             | 2:6, 3:6           |
| Finalista     | 12. | 25 maja 2008         | Pörtschach         | Ceglana         | Jürgen Melzer      | Marcelo Melo André Sá                  | 5:7, 7:6(3), 11–13 |
| Finalista     | 13. | 22 lutego 2009       | Marsylia           | Twarda (hala)   | Andy Ram           | Arnaud Clément Michaël Llodra          | 3:6, 6:3, 8–10     |
| Zwycięzca     | 12. | 29 sierpnia 2009     | New Haven          | Twarda          | Jürgen Melzer      | Bruno Soares Kevin Ullyett             | 6:4, 7:6(3)        |
| Zwycięzca     | 13. | 11 października 2009 | Tokio              | Twarda          | Jürgen Melzer      | Ross Hutchins Jordan Kerr              | 6:2, 5:7, 10–8     |
| Finalista     | 14. | 1 listopada 2009     | Wiedeń             | Twarda (hala)   | Jürgen Melzer      | Łukasz Kubot Oliver Marach             | 6:2, 4:6, 9–11     |
| Finalista     | 15. | 21 lutego 2010       | Marsylia           | Twarda (hala)   | Robert Lindstedt   | Julien Benneteau Michaël Llodra        | 4:6, 3:6           |
| Finalista     | 16. | 25 września 2011     | Bukareszt          | Ceglana         | David Marrero      | Daniele Bracciali Potito Starace       | 6:3, 4:6, 8–10     |
| Finalista     | 17. | 6 maja 2012          | Estoril            | Ceglana         | David Marrero      | Aisam-ul-Haq Qureshi Jean-Julien Rojer | 5:7, 5:7           |
| Zwycięzca     | 14. | 28 lipca 2012        | Kitzbühel          | Ceglana         | František Čermák   | Dustin Brown Paul Hanley               | 7:6(4), 3:6, 12–10 |
| Finalista     | 18. | 21 października 2012 | Wiedeń             | Twarda (hala)   | Filip Polášek      | Andre Begemann Martin Emmrich          | 4:6, 6:3, 4–10     |
| Finalista     | 19. | 6 stycznia 2013      | Ad-Dauha           | Twarda          | Filip Polášek      | Christopher Kas Philipp Kohlschreiber  | 5:7, 4:6           |
| Zwycięzca     | 15. | 10 lutego 2013       | Zagrzeb            | Twarda (hala)   | Filip Polášek      | Ivan Dodig Mate Pavić                  | 6:3, 6:3           |
| Zwycięzca     | 16. | 14 kwietnia 2013     | Casablanca         | Ceglana         | Filip Polášek      | Dustin Brown Christopher Kas           | 6:3, 6:2           |
| Finalista     | 20. | 20 października 2013 | Wiedeń             | Twarda (hala)   | Daniel Nestor      | Florin Mergea Lukáš Rosol              | 5:7, 4:6           |
| Finalista     | 21. | 27 października 2013 | Bazylea            | Twarda (hala)   | Oliver Marach      | Treat Huey Dominic Inglot              | 3:6, 6:3, 4–10     |
| Zwycięzca     | 12. | 11 stycznia 2014     | Auckland           | Twarda          | Marcelo Melo       | Alexander Peya Bruno Soares            | 4:6, 6:3, 10–5     |
| Zwycięzca     | 15. | 15 czerwca 2014      | Halle              | Trawiasta       | Andre Begemann     | Marco Chiudinelli Roger Federer        | 1:6, 7:5, 12–10    |
| Finalista     | 22. | 19 października 2014 | Wiedeń             | Twarda (hala)   | Andre Begemann     | Jürgen Melzer Philipp Petzschner       | 6:7(6), 6:4, 7–10  |
| Finalista     | 23. | 9 stycznia 2015      | Ad-Dauha           | Twarda          | Philipp Oswald     | Juan Mónaco Rafael Nadal               | 3:6, 4:6           |
| Finalista     | 24. | 27 września 2015     | Petersburg         | Twarda (hala)   | Alexander Peya     | Treat Huey Henri Kontinen              | 5:7, 3:6           |
| Finalista     | 25. | 23 października 2016 | Moskwa             | Twarda (hala)   | Jürgen Melzer      | Juan Sebastián Cabal Robert Farah      | 5:7, 6:4, 5–10     |
| Zwycięzca     | 19. | 23 lipca 2017        | Båstad             | Ceglana         | Philipp Petzschner | Sander Arends Matwé Middelkoop         | 6:2, 3:6, 10–7     |